# Борец (Рязанская область)
Борец — село в Сараевском районе Рязанской области России, административный центр Борецкого сельского поселения.

## Географическое положение
Село расположено на берегу реки Пара в 11 км на северо-восток от райцентра посёлка Сараи.

## История
Борец в качестве деревни упоминается в Козловских писцовых книгах 1636-37 годов. По окладным книгам 1676 года Борец значится уже селом с церковью Рождества Христова. Вместо упоминаемой в XVII веке в селе деревянной церкви в 1773 году была построена также деревянная Христорождественская церковь. В 1800 году помещик Иван Фатов просил дозволения на перекрытие церкви новым тесом. В 1811 году дозволено было перекрыть также и колокольню. В 1886 году при Христорождественской церкви устроен придел Покровский. Каменная церковь с такой же колокольней в одной связи была построена стараниями и на средства прихожан в 1885 году. Вся покрыта железом, главный храм холодный, трапезный – теплый. Престолов было три: в честь Рождества Христова, Покрова Пресвятой Богородицы и Святителя Николая. В приход входили школы: в селе Борец двухклассная министерская и одноклассная земская; в деревне Николаевке одноклассная церковно-приходская школа. Решением Рязанского облисполкома № 563 от 01.04.1940 года церковь была закрыта для переоборудования ее под школу. 
В XIX — начале XX века село являлось центром Борецкой волости Сапожковского уезда Рязанской губернии. В 1906 году в селе было 654 двора.
С 1929 года село являлось центром Борецкого сельсовета Сараевского района Рязанского округа Московской области, с 1937 года — в составе Рязанской области, с 2005 года — центр Борецкого сельского поселения.

## Население
| 1859 | 1897  | 1906  | 1926  | 2010 |
| ---- | ----- | ----- | ----- | ---- |
| 2733 | ↗3943 | ↗4519 | ↗4864 | ↘625 |

## Инфраструктура
В селе имеются Борецкая средняя общеобразовательная школа, фельдшерско-акушерский пункт, отделение почтовой связи.

## Достопримечательности
В селе расположена действующая церковь Рождества Христова (1885). В апреле — декабре 1960 года настоятелем храма Рождества Христова был Авель (Македонов), с июня 1962 года — Иоанн (Крестьянкин).